# Librairie des Colonnes

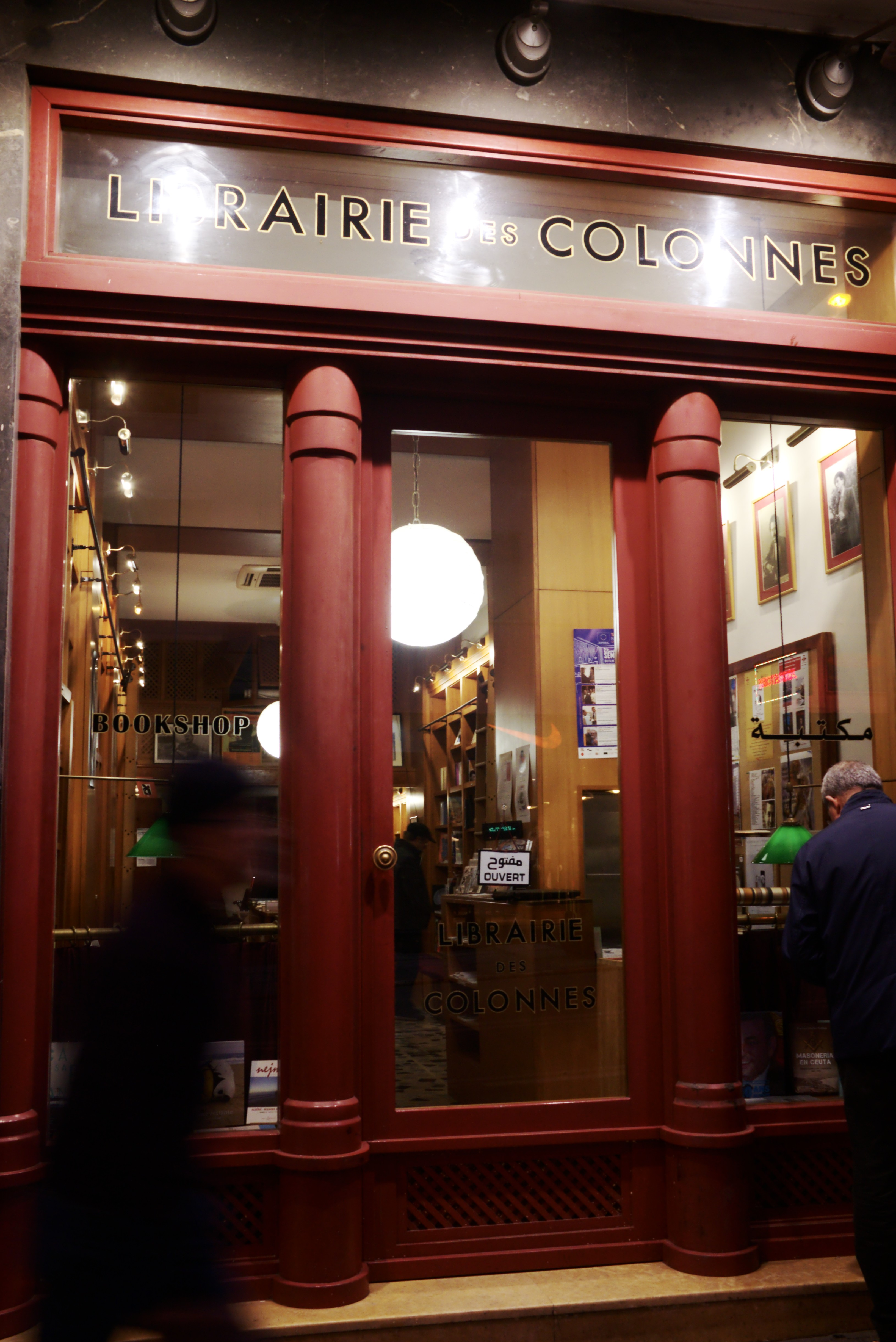
Librairie des Colonnes, Tanger

La librairie des Colonnes est une librairie à Tanger au Maroc, créée en 1949.

## Tanger et la littérature
Après la Seconde Guerre mondiale, toute une génération d'auteurs américains et français font de Tanger leur ville d'attache. De Paul Bowles, qui se sert de la librairie comme d'une boîte aux lettres, à Mohamed Choukri, habitué de sa salle de lecture, à Burroughs qui rédige son ouvrage majeur dans la ville, en passant par Tennessee Williams, Paul Morand, Jean Genet...,  ces auteurs ont fait de Tanger un mythe intemporel et de la librairie un lieu littéraire de prédilection.

## Rôle de la librairie à Tanger
C'est dans ce contexte qu'est née, en 1949, la librairie des Colonnes. Tenue par une famille de Belges passionnés de littérature, les Gerofi, la librairie met en avant la scène littéraire tangéroise et sert aussi de pont entre les arts, les cultures et les langues dans la ville du détroit.
La ville est, des années 1947 à 1980s, la terre refuge de nombreux auteurs majeurs: Paul Bowles et Janes Bowles, etc. La librairie des Colonnes devient, de fait, le lieu de passage obligé où des auteurs comme Marguerite Yourcenar, Mohamed Choukri ou Juan Goytisolo... viennent trouver de l'inspiration, y faire des rencontres et diffuser leur savoir et la littérature dans la ville, à un public international, grâce à un important fonds d'ouvrages multilingues disponible aux Colonnes (français, anglais, espagnol et arabe principalement).
La librairie accueille la première exposition de l'artiste Ahmed Yacoubi, premier artiste marocain à avoir eu une influence internationale. Elle offre également, dès les années 1940 un espace de liberté via la publication d'ouvrage anti-franquistes.
La librairie continue à accueillir des grands noms de la littérature tels qu'Amin Maalouf, John Hopkins, Mohamed Mrabet, Abdellah Taïa.

## Rôle contemporain

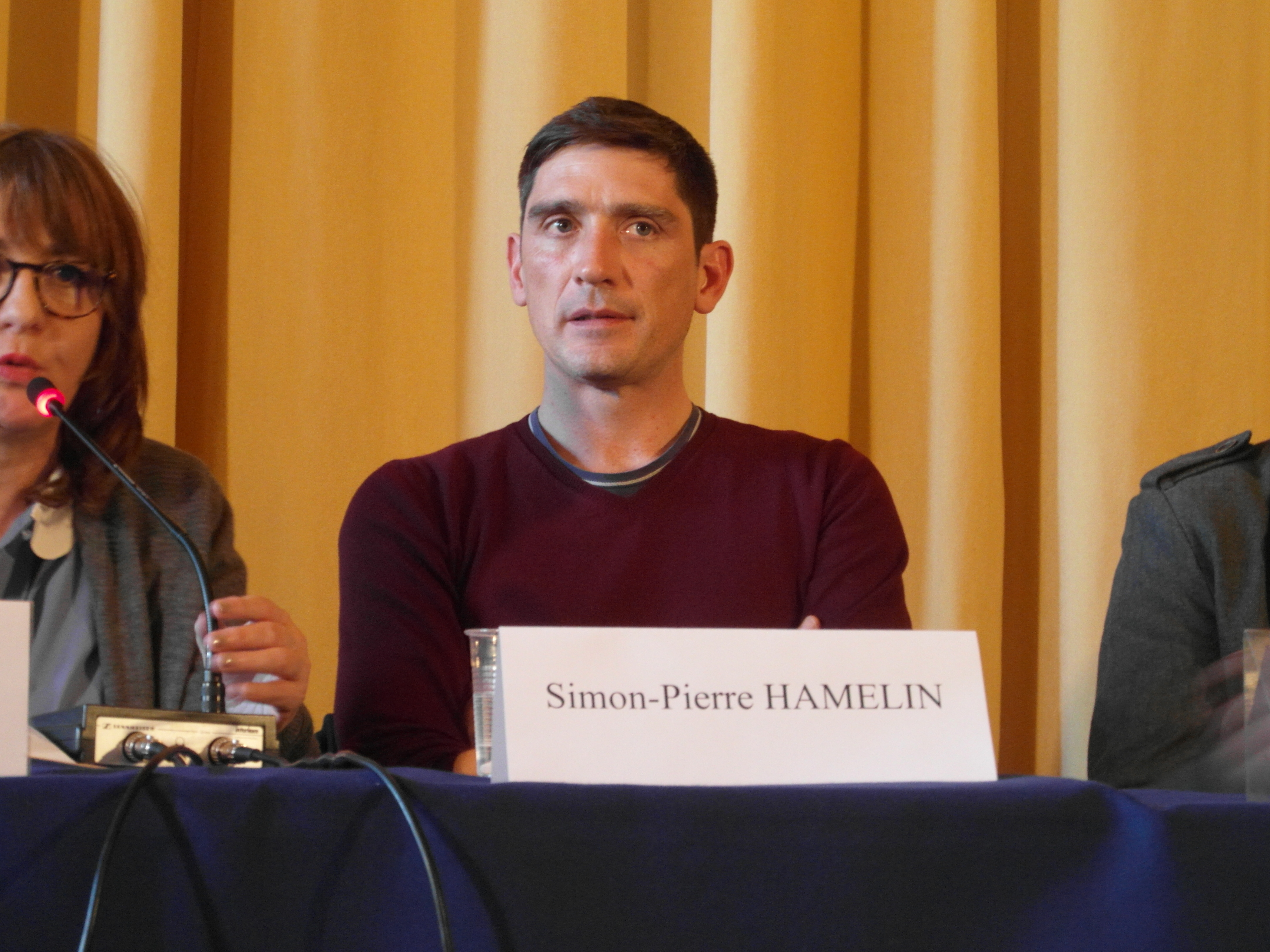
Simon-Pierre Hamelin en 2016

Virginie Guy Colomby dirige la librairie entre 2002 et 2005 et lui redonne ses lettres de noblesse dans le milieu littéraire marocain et international en organisant des événements en lien avec les institutions internationales telles que l'Institut Français, le Goethe Institute ou encore l'Instituto Cervantes et en lui redonnant un rôle prédominant sur la scène culturelle tangéroise.
Simon Pierre Hamelin, auteur d'origine française, lui succède fin 2005. Il crée en 2006 la revue littéraire Nejma, dont l'ambition est de publier des ouvrages liés à l'image de Tanger et de la librairie, en mêlant auteurs reconnus et inconnus, autour de thématiques variées qui abordent les notions de ville ou de frontière, avec des textes et des images d'auteurs et plasticiens d'expressions différentes,.
La librairie élargit ses activités avec le lancement d'une maison d'édition : Librairie des colonnes éditions, qui publie essentiellement des auteurs marocains. Pierre Bergé reprend la librairie en 2010, lui donnant un second souffle.
La librairie organise des lectures, des séances de dédicace et des expositions.
Le festival Correspondances de Tanger, organisé par la librairie en 2013, a mis en scène et dans tout Tanger les correspondances d'auteurs, sous forme de lectures musicales, de projections créant de véritables concerts littéraires.